# Uttobrunn
Uttobrunn ist eine kleine Wallfahrtskirche am Rand des Bayerischen Waldes in dem gleichnamigen, zur Gemeinde Metten gehörigen Weiler. Der Ort mit Kirche liegt nahe der Benediktinerabtei Metten im Landkreis Deggendorf.

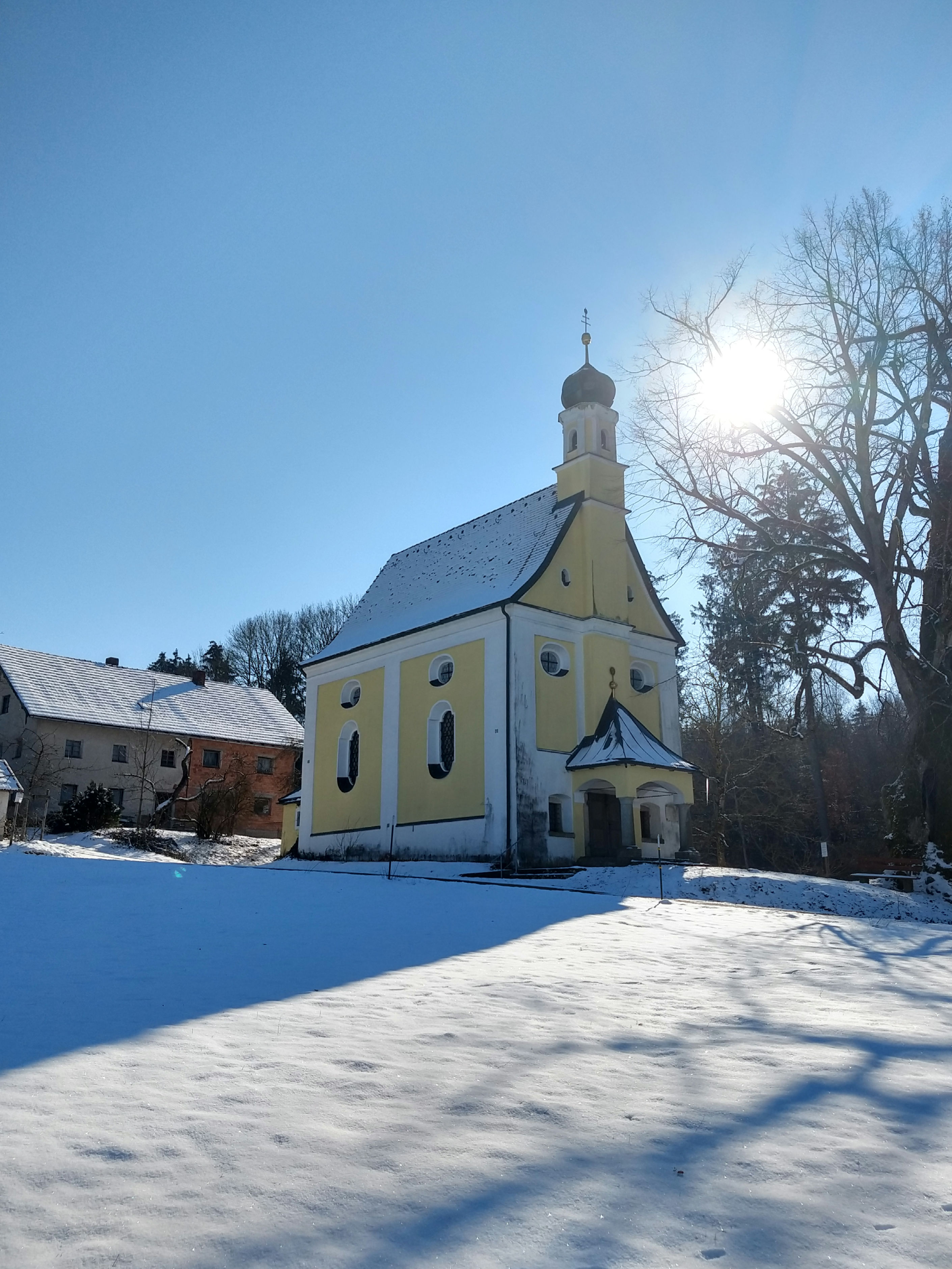

## Geschichte und Legende
An dem abseits gelegenen Ort, an dem heute das Kirchlein von Uttobrunn steht, soll am Ende des 8. Jahrhunderts der selige Utto, der erste Abt des Klosters Metten, als Einsiedler gelebt haben. Hier soll der spätere Kaiser Karl der Große nach der Unterwerfung des Bayernherzogs Tassilo III. bei der Jagd auf den Einsiedler gestoßen sein. Karl der Große soll den Gottesmann damit betraut haben, andere fromme Männer um sich zu sammeln und ein Kloster zu errichten, die heutige Benediktinerabtei Metten. In der ältesten überlieferten Fassung der Utto-Legende ist der Anlass für den Auftrag zur Klostergründung ein Wunder des Einsiedlers: Karl sieht, wie der Einsiedler, der noch mit dem Bau seiner Zelle beschäftigt ist, sein Beil an einem Sonnenstrahl aufhängt.
Die Überlieferung über das Zusammentreffen Uttos mit Karl dem Großen verdrängte eine ältere Fassung der Gründungsgeschichte des Klosters Metten, nach der der Edle Gamelbert, Eigenkirchenherr und Priester von Michaelsbuch auf der anderen Seite der Donau, das Kloster gegründet und sein Patenkind Utto zu dessen erstem Abt bestellt habe. Die ältere und die jüngere Überlieferung wurden dadurch verbunden, dass man erzählte, Utto habe beim Tod Gamelberts die Eigenkirche in Michaelsbuch als Erbe erhalten und dort zunächst als Pfarrer gewirkt. Der Krieg zwischen Karl dem Großen und Tassilo III. aber habe ihn gezwungen, Michaelsbuch zu verlassen und sich in die Einsamkeit der Wälder auf der anderen Seite der Donau zu flüchten, wo er schließlich mit Karl zusammengetroffen sei.

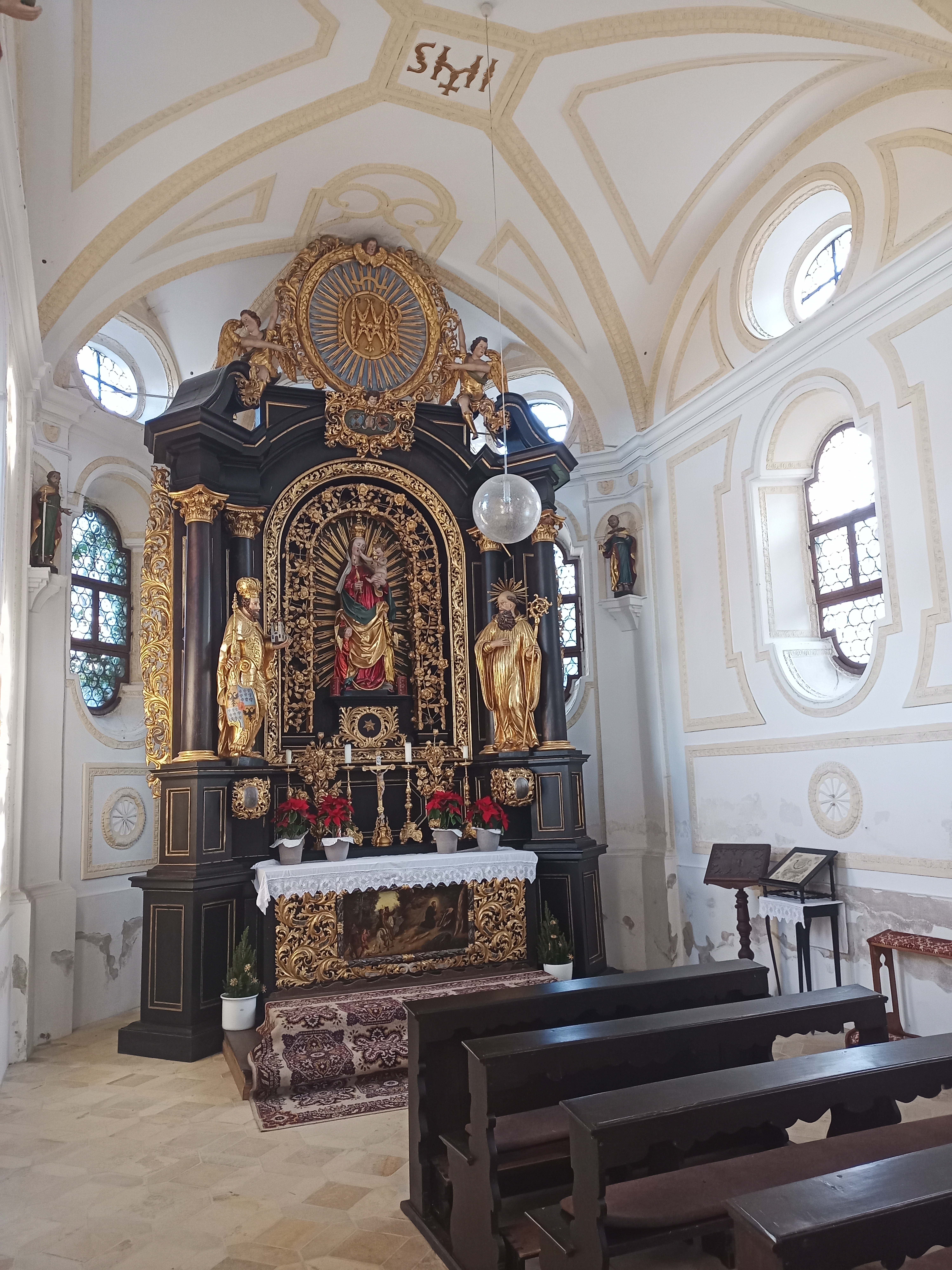
Altar der Kirche

Bezüglich des Ortes dieses Zusammentreffens ist die Überlieferung nicht eindeutig. Zunächst scheint man den Ort der Begegnung mit dem Ort der Klostergründung gleichgesetzt zu haben, d. h. Karl und Utto hätten einander dort getroffen, wo heute das Kloster Metten steht. Erst im 16. Jahrhundert lokalisierte man das Zusammentreffen an einer Quelle, die nordöstlich des Klosters einsam in einem Waldtal lag. Von dieser Quelle („Brunn“) und ihrer Verbindung mit der Utto-Legende trägt der Ort den Namen „Uttobrunn“.
Am Beginn des 16. Jahrhunderts setzte die Wallfahrt an diesen Ort ein, da man der Quelle Heilkräfte zuschrieb (unklar ist, ob der Quelle schon Heilkräfte zugeschrieben wurden, bevor sie als Ort der Einsiedelei des seligen Utto galt). Insbesondere suchte man in Uttobrunn Heilung von der „Gallischen Krankheit“ (Syphilis) und dem „Spanischen Ausschlag“ (meint entweder ebenfalls die Syphilis, die man auch als „spanische Krankheit“ bezeichnete, oder eine jener Krankheiten, die man unter der Bezeichnung Pest zusammenfasste). Aber auch bei Gicht und Lähmungen erhoffte man sich Heilung durch ein Bad im Uttobrunnen. Auch der Regensburger Bischof Wolfgang II. von Hausen fand 1607 durch ein Bad in Uttobrunn Heilung; daran erinnert ein von ihm zum Dank errichteter Gedenkstein im Kreuzgang von Kloster Metten. Der wachsende Ansturm von Pilgern im 17. Jahrhundert führte zur Errichtung einer Badeanstalt und Herberge für die Kranken. Davon ist heute nichts mehr erhalten.

## Kirche zu unserer Lieben Frau
Unter Abt Benedikt Ferg von Metten wurde 1699 bis 1701 eine Kapelle am Uttobrunnen errichtet. Den Plan dazu verfertigte der Deggendorfer Baumeister Ulrich Stöckl. Die Kapelle ohne ausgeschiedenen Chor besteht aus zwei Jochen und einem Dreiseitschluss. Der Westgiebel des schlichten Baus ist durch ein Türmchen mit Zwiebelkuppel und eine offene Vorhalle über zwei Säulen ausgezeichnet.
Das mit einer Stichkappentonne gewölbte hell und gleichmäßig ausgeleuchtete Innere der Kapelle wirkt für die Entstehungszeit auffällig altertümlich. Noch ganz in der Art des Frühbarocks werden die weiß gefassten Wände und Gewölbe gleichmäßig von gelb getöntem Rahmenstuck überzogen. Die Stuckrahmen bestehen abwechselnd aus Lorbeer-, Palmetten- und Eierstableisten. Die Jochgrenze bzw. den Übergang zum Dreiseitschluss markieren Pilaster, die von Ädikulen mit Muschelnischen für die farbig gefassten Holzfiguren von Petrus und Paulus sowie Wolfgang von Regensburg und Papst Clemens bekrönt werden.
Auch der in Schwarz und Gold gefasste Altar der Kapelle steht noch ganz in der Tradition des späten 17. Jahrhunderts. In der Mittelnische findet sich heute statt des ursprünglichen Altarbildes eine große spätgotische Marienfigur (um 1480). Flankiert wird der Mittelteil des Altares von den großen Schnitzfiguren Karls des Großen und des seligen Utto. Die in ihrer Ausführung sehr befangenen Altarfiguren, die großen Engel im Auszug und die übrigen Schnitzarbeiten am Altar stammen von Thomas Streber aus Pfarrkirchen. Das Gemälde am Antependium zeigt die Begegnung zwischen Utto und Karl dem Großen.